# Parodia werdermanniana
Parodia werdermanniana  es una especie de planta del género Parodia, de la familia de los cactus, orden Caryophyllales.

## Descripción
Parodia werdermanniana en su mayoría crece individualmente. Los brotes de color amarillo verdoso, en forma de maza, alcanzan alturas de hasta 13 centímetros (raramente hasta 30 centímetros) y un diámetro de 10 centímetros. El ápice del brote está ligeramente hundido. Las 28 a 40 costillas bajas y rectas están cubiertas con numerosas proyecciones similares a la barbilla, bastante grandes. Las cuatro espinas centrales cruzadas, romas, en forma de aguja que apuntan hacia afuera, son amarillentas. Tienen longitudes de hasta 1,5 centímetros. Las aproximadamente 16 espinas radiales de color blanco amarillento que se extienden lateralmente tienen hasta 5 milímetros de largo.
Las flores de color amarillo azufre alcanzan una longitud de hasta 6 centímetros y un diámetro de 7 centímetros. Su tubo de flores está cubierto de lana ligera. Las cicatrices son de color amarillo claro. Los frutos en forma de huevo, de color verde oscuro, están cubiertos con fieltro y pelos de color marrón oscuro. Contienen semillas negras en forma de gorra que son finamente irregulares.

## Distribución
Parodia werdermanniana se distribuye en el estado brasileño de Río Grande del Sur y en el departamento de Tacuarembó en Uruguay.

## Taxonomía
La primera descripción como Notocactus werdermannianus fue hecha por el botánico alemán Wilhelm Herter en 1942 con la publicación Revista Sudamericana de botánica 7: 75. El botánico inglés Nigel Paul Taylor colocó la especie en el género Parodia en 1987 con la publicación Bradleya 5: 93. Otros sinónimos nomenclaturales son Peronocactus werdermannianus (Herter) Doweld (1999) y Wigginsia werdermanniana (Herter) Doweld (2000).
Etimología
Parodia: nombre genérico otorgado en honor del botánico italiano Domingo Parodi (1823–1890).
werdermanniana: el epíteto honra al botánico alemán y especialista en cactus Erich Werdermann.
En la Lista Roja de Especies Amenazadas de la UICN, la especie está clasificada como "En Peligro Crítico (CR)". Catalogada como en peligro crítico de extinción.